# Lussi+Halter
Lussi+Halter war ein Schweizer Architekturbüro mit Sitz in Luzern. Es wurde 1999 von den Architekten Thomas Lussi (* 1961) und Remo Halter (* 1964) gegründet. Im Juli 2014 wurde das Büro aufgeteilt in die Lussi + Partner AG und die Halter Casagrande Partner AG. 

## Unternehmen/Porträt

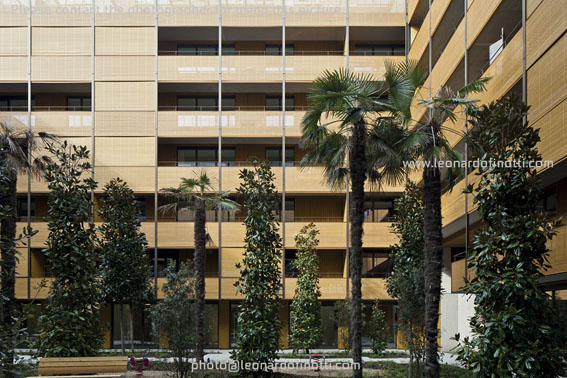
Überbauung Citybay, Luzern

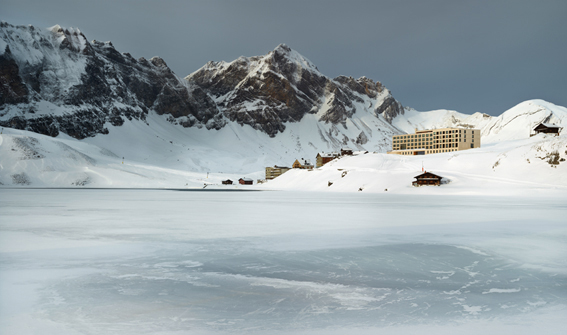
Hotel Frutt Lodge & Spa, Melchsee-Frutt

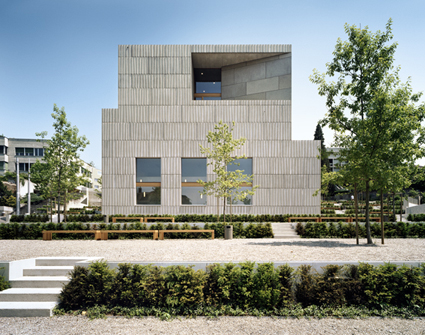
Dreilindenschulhaus Propsteimatte, Luzern

Nach ihrem Architekturdiplom 1987 bzw. 1991 an der ETH Zürich arbeiteten Thomas Lussi und Remo Halter in Architekturbüros in Basel, Luzern und Barcelona. Beide waren mehrere Jahre selbständig sowie als Assistenten an der Abteilung für Architektur der ETH Zürich tätig. 1999 gründeten sie ihr Büro Lussi+Halter in Luzern. Sie übten Jurytätigkeiten in der Schweiz aus und sassen in Fachgremien ein. Das Unternehmen beschäftigte rund 20 Mitarbeitende. Beatrice Maeder (* 1964) war seit 2008 Partnerin bei Lussi+Halter.
Die meisten Aufträge erhielten Lussi+Halter durch die Teilnahme an nationalen und regionalen Wettbewerben. Sie realisierten Neubauten sowie Um- und Erweiterungsbauten. Ihr Tätigkeitsfeld umfasste vorwiegend Schulhäuser, Wohn-, Geschäfts- und Dienstleistungsbauten, Hotels sowie Privathäuser. 

## Wichtige Bauten
- 2011–2014 SBB-Zentrale Bern, Wankdorf
- 2008–2011 Hotel Frutt Lodge&Spa in Melchsee-Frutt (seit Dezember 2020 Teil des Frutt Mountain Resort)
- 2008–2011 Citybay, Überbauung ehem. Güterareal SBB Luzern
- 2005 Kaufmännisches Bildungszentrum Dreilindenschulhaus Propsteimatte Luzern
- 2002 Schulhaus St. Karl Altdorf, Umbau/Erweiterung

## Auszeichnungen
- Brunel Award 2008 und Auszeichnung ausgewählter Bauten im Kanton Solothurn 2004–2006 für das SBB Personalrestaurant Tannwald Olten (2004)[1]
- Auszeichnung guter Bauten im Kanton Luzern 1999–2004 für das Mehrfamilienhaus Diebold-Schilling-Strasse Luzern (2002)
- Auszeichnung guter Bauten im Kanton Luzern 1999–2004 für die Sanierung und Erweiterung des Einfamilienhauses in Triengen (1999)

## Publikationen
- Lussi+Halter. 14. Band Reihe De aedibus, Quart Verlag, 2007
- The ‚Machine for Living‘ Updated. In: Architectural Record 2012, New York. S. 44
- Sleep - Frutt Lodge & Spa in Melchsee-Frutt. In: AIT, 6/12, Leinfelden-Echterdingen. S. 108
- Suiza Lussi y Halter Arquitectos, In: Hotbook Mai 2011, Mexiko-Stadt. S. 110
- School Building Dreilinden. In: Schools - Educational spaces von Braun Publishing 2010, Salenstein. S. 218